# Carl Valentin Falsen
Carl Valentin (de) Falsen (27. maj 1787 i Oslo (nu Gamlebyen) ved Christiania – 14. april 1852 i Christianssand) var en norsk stiftamtmand og politiker, bror til Christian Magnus Falsen og Jørgen Conrad de Falsen.

## Karriere
Han var søn af Enevold de Falsen, blev 1803 student fra Det Schouboeske Institut og 1806 cand.jur. fra Københavns Universitet. 1808 blev Falsen kopist ved den norske Regeringskommission og konstituteret justitssekretær ved Overkriminalretten i Christiania, samme år regimentskvartermester og auditør ved 2. akershusiske Infanteriregiment (udnævnt 1809) og fik 1810 afsked med ventepenge. 1813 blev han by- og rådstueskriver i Trondhjem, 1822 tillige byfoged sammesteds, 1826 sorenskriver i Eker, Modum og Sigdal Fogderi. 11. september 1839 blev Falsen amtmand over Bratsberg Amt, 28. marts 1846 stiftamtmand over Christianssands Stift og fik 13. januar 1852 afsked. 26. november 1822 blev Falsen Ridder af Nordstjerneordenen og 21. august 1847 Kommandør af Sankt Olavs Orden.

## Politisk virke
Falsen var fra 1814 til 1844 medlem af den første Unionskommission i Stockholm, 1818 medlem af Stortinget og Lagtinget, 1822 præsident for det samlede Storting, 1830-39, 1842, 1845 og 1848 medlem af Stortinget, 1830, 1833, 1845 og 1848 præsident, 1830-42 tillige for Odelstinget; fra 1833 uafbrudt medlem af Fuldmagtskomiteen, 1833-39 dens sekretær og af Valgkomiteen samt formand for Konstitutionskomiteen. 1819-27 medlem af administrationen for Norges Bank i Trondhjem.

## Ægteskaber
1. 24. januar 1810 i Christianssund med Anna Bruun Kaasbøll (20. oktober 1792 sst. - 13. august 1822 i Trondhjem, ifølge skifte. Dødsfaldet ses ikke noteret i byens kirkebøger), datter af købmand Jens Kaasbøll og Margrethe Kristine Lucia Thiel.
2. 9. september 1823 i Christiania med Lovise Caroline Kaltenborn (28. november 1780 i Slesvig by - 1. juni 1866 i Christiania), datter af oberstløjtnant, senere generalmajor Carl Friedrich von Kaltenborn og Sophia Catharina Lorenz.